# فلیکس دو پومز
فلیکس دو پومز (اسپانیایی: Félix de Pomés‎؛ ‏ ۵ فوریهٔ ۱۸۹۲ – ۱۷ ژوئیهٔ ۱۹۶۹) بازیگر و شمشیرباز اهل اسپانیا بود.
از فیلم‌ها یا برنامه‌های تلویزیونی که وی در آن نقش داشته‌است، می‌توان به ماریا مورنا، شاه شاهان، فرمانده گم شده اشاره کرد.
از باشگاه‌هایی که در آن بازی کرده‌است می‌توان به باشگاه فوتبال اسپانیول و باشگاه فوتبال بارسلونا اشاره کرد.